# ستيوارت ستيفن باركين
ستيوارت ستيفن بابوورث باركين (بالإنجليزية: Stuart Stephen Papworth Parkin)(من مواليد 9 ديسمبر 1955 )، هو فيزيائي تجريبي، زميل آي بي إم ومدير مجموعة الإلكترونيات المغناطيسية في مركز المادن للبحوث التابع لشركة آي بي إم بسان خوسيه، كاليفورنيا. وهو أيضًا أستاذ استشاري في قسم الفيزياء التطبيقية بجامعة ستانفورد ومدير مركز العلوم والتطبيقات بشركة آي بي إم-ستانفورد سبينترونيك، والذي تم تشكيله في عام 2004.
إنه رائد في علم وتطبيق الإلكترونيات الدورانية (بالإنجليزية: Spintronic Science)، وقد حقق اكتشافات في سلوك الهياكل المغناطيسية ذات الأغشية الرقيقة التي كانت حاسمة في تمكين الزيادات الأخيرة في كثافة البيانات وقدرة محركات الأقراص الصلبة للكمبيوتر. لهذه الاكتشافات، حصل على جائزة الألفية للتكنولوجيا لعام 2014. منذ 1 أبريل 2014، باركين هو مدير في معهد ماكس بلانك لفيزياء الهياكل الدقيقة في هاله وأستاذ في معهد الفيزياء في جامعة مارتن لوثر هالي فيتنبرغ.

## التعليم والحياة المبكرة
مواطن من واتفورد، إنجلترا،  حصل باركين على درجة البكالوريوس (1977) وانتخب زميلًا باحثًا (1979) في كلية ترينيتي، كامبريدج، إنجلترا، وحصل على درجة الدكتوراه (1980) في مختبر كافنديش، أيضًا في كامبريدج. التحق بشركة آي بي إم في عام 1982 كزميل ما بعد الدكتوراه في التجارة العالمية، وأصبح عضوًا دائمًا في فريق العمل في العام التالي. في عام 1999 حصل على لقب زميل آي بي إم، وهو أعلى مرتبة شرف تقني لشركة آي بي إم.

## البحث والوظيفة
في عام 2007، تم اختيار باركين كأستاذ زائر متميز في جامعة سنغافورة الوطنية، وأستاذ كرسي زائر في جامعة تايوان الوطنية، وأستاذ زائر فخري في يونيفرسيتي كوليدج لندن، المملكة المتحدة. في عام 2008، انتخب عضوا في الأكاديمية الوطنية للعلوم. منحته شبكة أبحاث المواد في دريسدن جائزة دريسدن باركهاوزن في عام 2009. حصل باركين على الدكتوراه الفخرية من جامعة آخن بألمانيا وجامعة أيندهوفن للتكنولوجيا بهولندا.
في عام 1989 اكتشف ستيوارت باركين ظاهرة اقتران الطبقة البينية المتذبذبة في الطبقات المغناطيسية المتعددة الطبقات، والتي من خلالها تقترن الطبقات المغناطيسية مغناطيسيًا عبر طبقة مباعدة معدنية غير مغناطيسية متداخلة. وجد باركين أن علامة اقتران التبادل تتأرجح من مغناطيسية حديدية إلى مغناطيسية مضادة للمغناطيسية مع فترة تذبذب لبضع طبقات ذرية فقط. من اللافت للنظر، أن باركين اكتشف هذه الظاهرة في الهياكل المغناطيسية الرقيقة غير المتجانسة التي أعدها في نظام بسيط محلي الصنع. علاوة على ذلك، أظهر باركين أن هذه الظاهرة يتم عرضها بواسطة جميع عناصر الانتقال المعدنية تقريبًا. في ما يشار إليه غالبًا باسم «جدول باركين الدوري»، أظهر باركين أن قوة تفاعل التبادل بين الطبقات المتذبذبة تتباين بشكل منهجي عبر الجدول الدوري للعناصر. قام باركين بالعديد من الاكتشافات الأساسية الأخرى التي استمرت في تطوير مجال «الإلكترونيات السفلية» التي يُعرف بها على أنها عالم غزير الإنتاج.
لاحقًا قام باركين بتحسين تقاطعات الأنفاق المغناطيسية، وهو جهاز اخترعه جوليير في السبعينيات، وأحدث ثورة على يد جاغاديش موديرا من معهد ماساتشوستس للتكنولوجيا. يمكن لهذا العنصر إنشاء ذاكرة وصول عشوائي مغناطيسية (بالإنجليزية: (MRAM) Magnetoresistive RAM) عالية الأداء في عام 1995. تعد ذاكرة الوصول العشوائي المقاومة المغناطيسية (MRAM) بسمات فريدة من نوعها للسرعة العالية والكثافة العالية وعدم التقلب. إن تطوير باركين في عام 2001 للمقاومة المغناطيسية للأنفاق العملاقة في تقاطعات الأنفاق المغناطيسية باستخدام حواجز أنفاق إم جي أوه شديدة التركيب جعلت ذاكرة الوصول العشوائي المقاومة المغناطيسية واعدة أكثر. طورت شركة آي بي إم أول نموذج أولي لـ ذاكرة الوصول العشوائي المقاومة المغناطيسية في عام 1999 وتقوم حاليًا بتطوير شريحة 16 ميجابت.
في الآونة الأخيرة، اقترح باركين ويعمل على جهاز ذاكرة فئة تخزين جديد، ذاكرة مضمار السباق المغناطيسية، والتي يمكن أن تحل محل محركات الأقراص الثابتة والعديد من أشكال ذاكرة الحالة الصلبة التقليدية. تشمل اهتماماته البحثية أيضًا الترانزستورات الدورانية والأجهزة المنطقية التي قد تتيح جيلًا جديدًا من الإلكترونيات منخفضة الطاقة.
تشمل اهتمامات باركين البحثية الموصلات الفائقة العضوية، والموصلات الفائقة ذات درجات الحرارة العالية، ومؤخراً، هياكل الأغشية الرقيقة المغناطيسية والمواد السينية والأجهزة الخاصة بالمستشعرات المتقدمة والذاكرة والتطبيقات المنطقية. وهو زميل الجمعية الملكية، والجمعية الفيزيائية الأمريكية، وجمعية أبحاث المواد، ومعهد الفيزياء (لندن)، ومعهد مهندسي الكهرباء والإلكترونيات، والجمعية الأمريكية لتقدم العلوم، وكلية جوتنبرج للأبحاث (مركز الخليج للأبحاث).
قام باركين بتأليف ما يقرب من 400 بحث وحاصل على حوالي 90 براءة اختراع. وهو أيضًا رئيس تحرير مجلة سبن، وهي إحدى أحدث المجلات العلمية في العالمية، والتي تنشر مقالات في مجال إلكترونيات الدوران.

## الجوائز
حصل باركين على العديد من الجوائز، من بينها جائزة غوتنبرغ البحوث (2008)، وجائزة البحث هومبولت (2004)، 1999-2000 المعهد الأمريكي للفيزياء جائزة للتطبيقات الصناعية الفيزياء،  والجمعية الفيزيائية الأوروبية الصورة جائزة إيروفزكس (1997)، جائزة المواد الجديدة الدولية من الجمعية الفيزيائية الأمريكية (1994)، جائزة الباحث الشاب المتميز (1991) وجائزة تشارلز فيرنون بويز من معهد الفيزياء، لندن (1991). في عام 2001، حصل على لقب «مبتكر العام» من قبل مجلة آر&دي وفي أكتوبر 2007 حصل على جائزة نو باوندريز (بالإنجليزية: No Boundaries) للابتكار من مجلة ذي إيكونوميست.
تم انتخاب باركين عضوًا في الأكاديمية الوطنية للهندسة في عام 2009 لمساهماته في تطوير الهياكل المغناطيسية غير المتجانسة ذات الهندسة الدورانية لأجهزة الاستشعار المغناطيسية وأجهزة الذاكرة.  في أبريل 2014، مُنح باركين جائزة الألفية للتكنولوجيا لعمله على المواد الإلكترونية، «مما أدى إلى نمو هائل في القدرة على تخزين المعلومات الرقمية». في مارس 2016، تم انتخاب باركين زميلًا مراسلًا للجمعية الملكية في إدنبرة، الأكاديمية الوطنية الاسكتلندية للعلوم والآداب. في عام 2021 حصل على جائزة الملك فيصل في العلوم. في عام 2015 أصبح عضوًا في أكاديمية العلوم الألمانية ليوبولدينا.

## روابط خارجية
- فيديو ذاكرة مضمار السباق.
- آي بي إم للأبحاث / ستيوارت باركين نسخة محفوظة 23 ديسمبر 2009 على موقع واي باك مشين..
- إعادة تعريف بنية الذاكرة - مقال في نيويورك تايمز بتاريخ 9/11/2007.
- المنشورات الحديثة.

| سبقه لينوس تورفالدس شينيا ياماناكا | الفائز بجائزة جائزة الألفية للتكنولوجيا 2014 | تبعه فرانسيس أرنولد |

## فيديو
- فيديو عن بحث ستيوارت باركين (أحدث تفكير).